# Saint-Mandrier-sur-Mer
Saint-Mandrier-sur-Mer est une commune du Var située sur la presqu'île de Saint-Mandrier, formant la partie sud de la petite rade de Toulon. Elle est reliée au massif du Cap-Sicié par le tombolo des Sablettes.
Elle est membre de la métropole Toulon Provence Méditerranée.
Ses habitants sont appelés les Mandréens.

## Géographie

### Localisation
La commune se situe dans le département du Var à 15 km de Toulon par la route, 7 km à l'est de La Seyne-sur-Mer et à 70 km de Marseille.
| La Seyne-sur-Mer | rade de Toulon         | rade de Toulon   |
| La Seyne-sur-Mer | Saint-Mandrier-sur-Mer | mer Méditerranée |
| mer Méditerranée | mer Méditerranée       | mer Méditerranée |

### Géologie et relief
Sa superficie est de 512 hectares soit 5,12 km2. Son altitude la plus basse se situe au niveau de la mer, le point culminant se trouve à 123 m, la moyenne étant de 62 m.

### Hydrographie et les eaux souterraines
La commune de Saint-Mandrier se situant sur une presqu'île, elle est presque intégralement bordée par la mer Méditerranée, hormis une bande de terre d'environ 300 mètres de large, au nord-ouest. En revanche, aucun cours d'eau ne semble arroser ce territoire.
La commune bénéficie de la Station d'épuration de Toulon Ouest - Cap Sicié - Amphitria de 500 000 équivalent-habitant.

### Climat
Pour des articles plus généraux, voir Climat de Provence-Alpes-Côte d'Azur et Climat du Var.
En 2010, le climat de la commune est de type climat méditerranéen franc, selon une étude du Centre national de la recherche scientifique s'appuyant sur une série de données couvrant la période 1971-2000. En 2020, Météo-France publie une typologie des climats de la France métropolitaine dans laquelle la commune est exposée à un climat méditerranéen et est dans la région climatique  Provence, Languedoc-Roussillon, caractérisée par une pluviométrie faible en été, un très bon ensoleillement (2 600 h/an), un été chaud (21,5 °C), un air très sec en été, sec en toutes saisons, des vents forts (fréquence de 40 à 50 % de vents > 5 m/s) et peu de brouillards. 
Pour la période 1971-2000, la température annuelle moyenne est de 15,3 °C, avec une amplitude thermique annuelle de 14,5 °C. Le cumul annuel moyen de précipitations est de 652 mm, avec 6,8 jours de précipitations en janvier et 1 jours en juillet. Pour la période 1991-2020, la température moyenne annuelle observée sur la station météorologique installée sur la commune est de 15,9 °C et le cumul annuel moyen de précipitations est de 647,0 mm. 
La température maximale relevée sur cette station est de 39,3 °C, atteinte le 7 juillet 1982 ; la température minimale est de −9,5 °C, atteinte le 9 janvier 1985,,. 
| Mois                                  | jan.            | fév.            | mars            | avril          | mai           | juin          | jui.            | août            | sep.           | oct.            | nov.            | déc.            | année     |
| ------------------------------------- | --------------- | --------------- | --------------- | -------------- | ------------- | ------------- | --------------- | --------------- | -------------- | --------------- | --------------- | --------------- | --------- |
| Température minimale moyenne (°C)     | 6,6             | 6,1             | 8,1             | 10,2           | 13,7          | 17,3          | 19,7            | 20              | 16,8           | 13,9            | 10              | 7,6             | 12,5      |
| Température moyenne (°C)              | 9,2             | 9,2             | 11,5            | 13,8           | 17,4          | 21,3          | 23,9            | 24,2            | 20,6           | 17              | 12,6            | 10,1            | 15,9      |
| Température maximale moyenne (°C)     | 11,8            | 12,2            | 14,9            | 17,3           | 21,2          | 25,3          | 28              | 28,3            | 24,3           | 20              | 15,3            | 12,6            | 19,3      |
| Record de froid (°C) date du record   | −9,5 09.01.1985 | −9 10.02.1986   | −5,8 06.03.1971 | 0,4 09.04.1977 | 5 06.05.1979  | 9 05.06.1969  | 13 05.07.1978   | 11,4 13.08.1974 | 7,6 26.09.1974 | 3 28.10.12      | −0,2 21.11.1985 | −1,8 17.12.09   | −9,5 1985 |
| Record de chaleur (°C) date du record | 19,9 19.01.07   | 20,2 23.02.1990 | 25,4 21.03.02   | 27 23.04.09    | 30,7 30.05.17 | 36,7 27.06.19 | 39,3 07.07.1982 | 35,5 06.08.03   | 33,6 01.09.19  | 28,8 03.10.1997 | 22,7 06.11.13   | 19,5 23.12.1991 | 39,3 1982 |
| Précipitations (mm)                   | 71,9            | 50              | 42              | 55,4           | 37,6          | 27            | 6,5             | 12,1            | 70,3           | 107,7           | 99              | 67,5            | 647       |

| Diagramme climatique                                  |           |           |              |              |            |           |            |              |             |          |             |
| J                                                     | F         | M         | A            | M            | J          | J         | A          | S            | O           | N        | D           |
| 11,86,671,9                                           | 12,26,150 | 14,98,142 | 17,310,255,4 | 21,213,737,6 | 25,317,327 | 2819,76,5 | 28,32012,1 | 24,316,870,3 | 2013,9107,7 | 15,31099 | 12,67,667,5 |
| Moyennes : • Temp. maxi et mini °C • Précipitation mm |           |           |              |              |            |           |            |              |             |          |             |

Les paramètres climatiques de la commune ont été estimés pour le milieu du siècle (2041-2070) selon différents scénarios d'émission de gaz à effet de serre à partir des nouvelles projections climatiques de référence DRIAS-2020. Ils sont consultables sur un site dédié publié par Météo-France en novembre 2022.

## Urbanisme

### Typologie
Au 1er janvier 2024, Saint-Mandrier-sur-Mer est catégorisée ceinture urbaine, selon la nouvelle grille communale de densité à sept niveaux définie par l'Insee en 2022.
Elle appartient à l'unité urbaine de Toulon, une agglomération inter-départementale regroupant 27  communes, dont elle est une commune de la banlieue,,. Par ailleurs la commune fait partie de l'aire d'attraction de Toulon, dont elle est une commune de la couronne,. Cette aire, qui regroupe 35 communes, est catégorisée dans les aires de 200 000 à moins de 700 000 habitants,.
La commune, bordée par la mer Méditerranée, est également une commune littorale au sens de la loi du 3 janvier 1986, dite loi littoral. Des dispositions spécifiques d’urbanisme s’y appliquent dès lors afin de préserver les espaces naturels, les sites, les paysages et l’équilibre écologique du littoral, tel le principe d'inconstructibilité, en dehors des espaces urbanisés, sur la bande littorale des 100 mètres, ou plus si le plan local d’urbanisme le prévoit.

### Occupation des sols

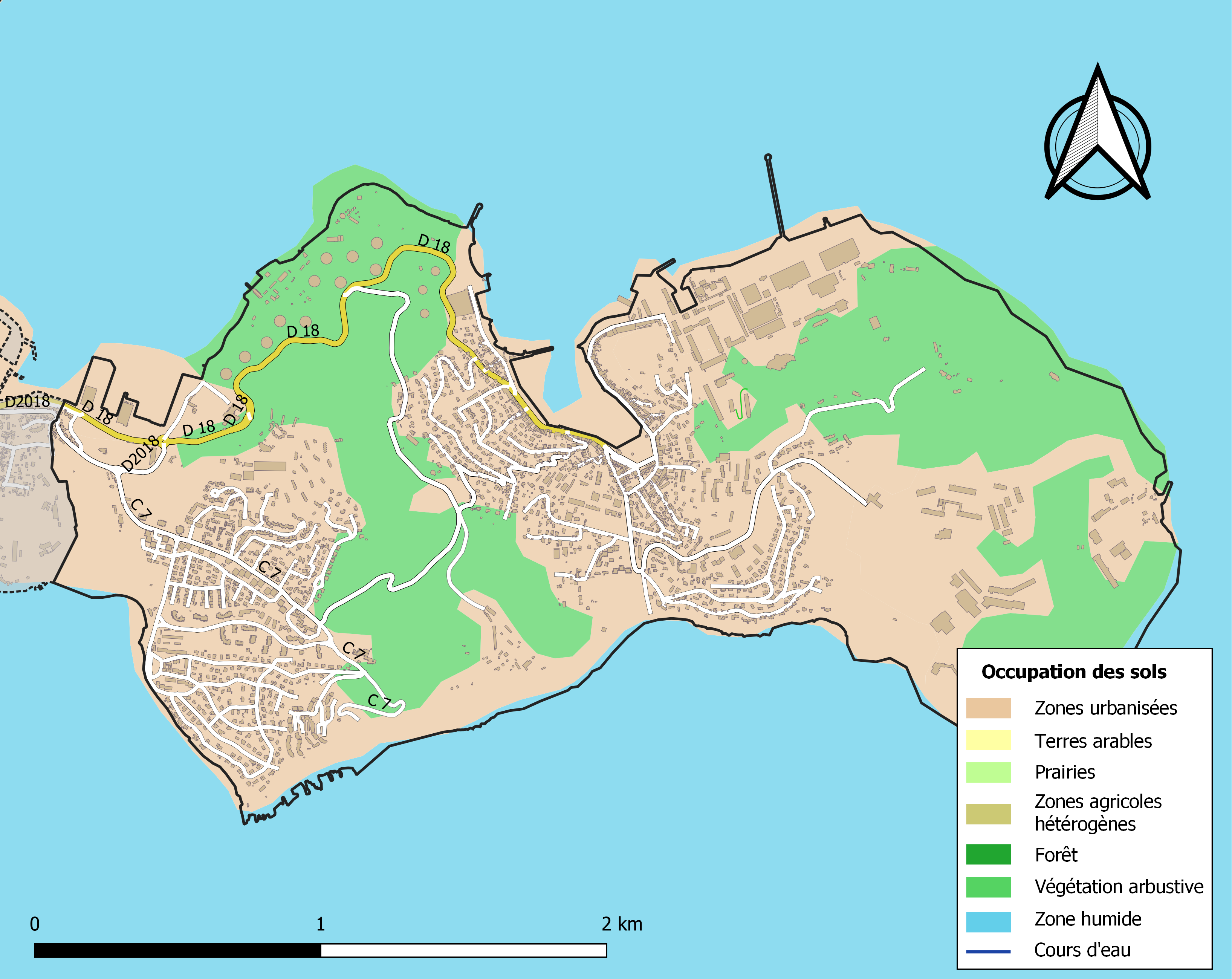
Carte des infrastructures et de l'occupation des sols de la commune en 2018 (CLC).

Le tableau ci-dessous présente l'occupation des sols de la commune en 2018, telle qu'elle ressort de la base de données européenne d’occupation biophysique des sols Corine Land Cover (CLC).
| Type d’occupation                                              | Pourcentage | Superficie (en hectares) |
| -------------------------------------------------------------- | ----------- | ------------------------ |
| Tissu urbain discontinu                                        | 41,3 %      | 219                      |
| Zones industrielles ou commerciales et installations publiques | 10,0 %      | 53                       |
| Zones portuaires                                               | 8,4 %       | 45                       |
| Végétation sclérophylle                                        | 37,6 %      | 199                      |
| Mers et océans                                                 | 2,6 %       | 14                       |
| Source : Corine Land Cover                                     |             |                          |

### Voies de communications et transports

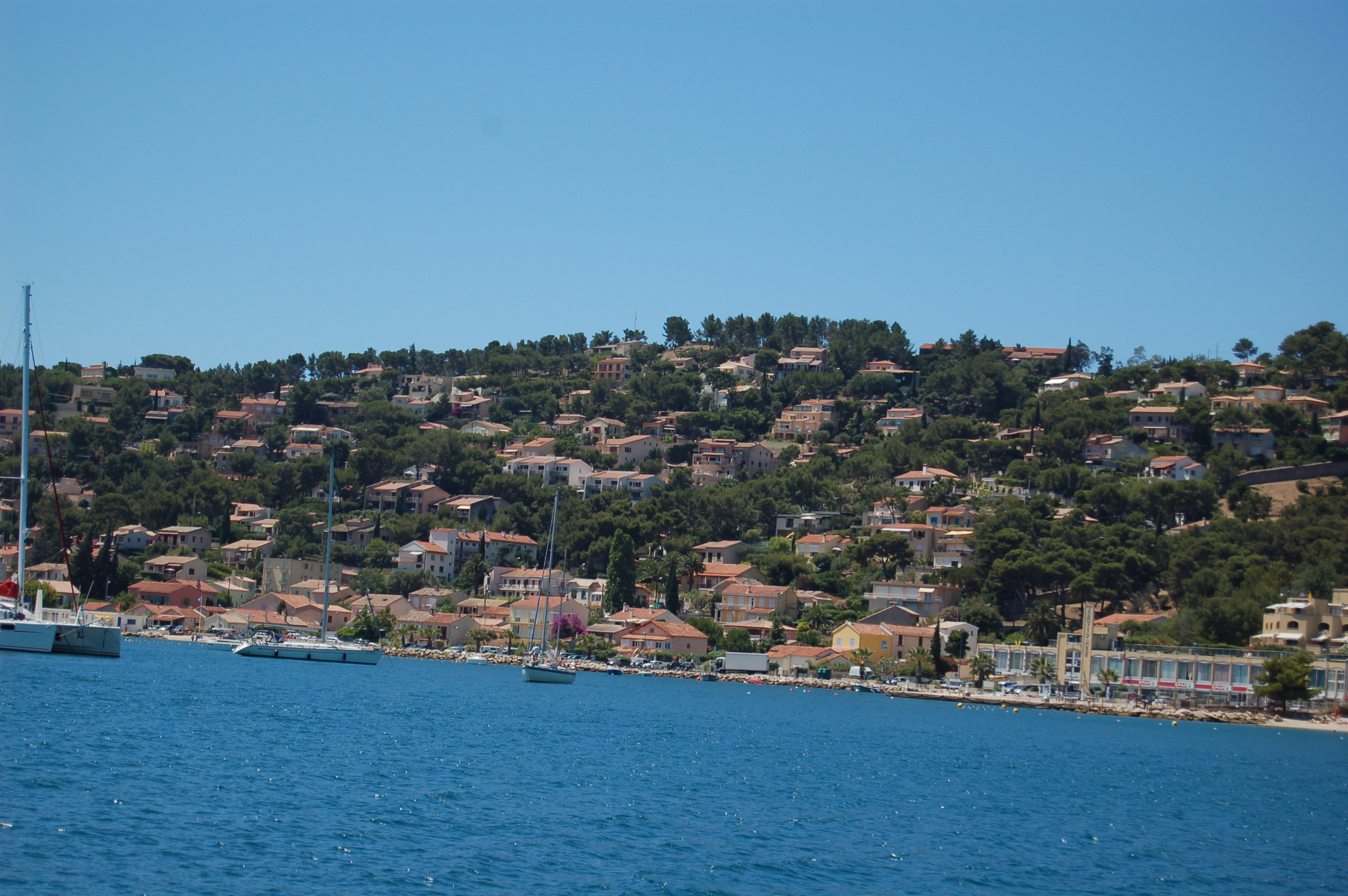
Vue de Saint-Mandrier depuis la navette bateau du réseau Mistral.

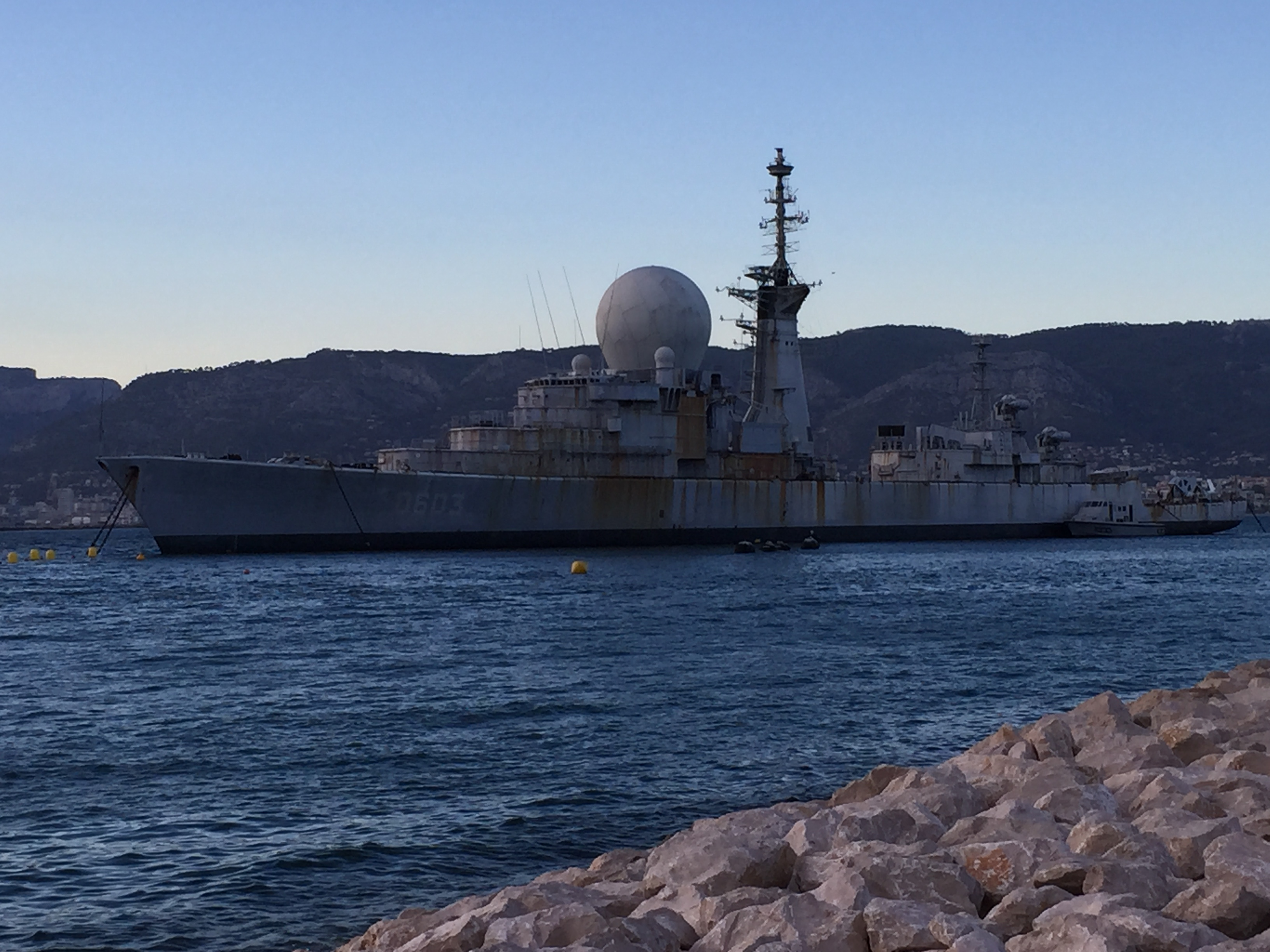
Le Duquesne, installé en face de Saint-Mandrier en tant que brise-lames.

- Par la route : accès depuis La Seyne-sur-Mer (Les Sablettes) par la D 18 ;
- Par la mer : navettes (28M et 18M en nocturne) depuis et vers le port de Toulon (durée de la traversée 20 min) ;
- En bus : lignes 18 et 28 du Réseau Mistral[17].

#### Lignes SNCF
- Gare de Marseille-Saint-Charles,
- Gare de Nice-Ville,
- Gare de Toulon.

#### Transports aériens
Les aéroports les plus proches sont :
- l'aéroport de Marseille Provence ;
- l'aéroport de Toulon-Hyères ;
- l'aéroport de Nice-Côte d'Azur.

## Toponymie
L'origine du nom de la commune remonte au VIe siècle lorsque Mandrianus et Flavianus, deux illustres soldats saxons de l'armée des Ostrogoths, baptisés par saint Cyprien prêtre de Toulon, vinrent se réfugier sur « l'Isle de Cépet » où ils vécurent jusqu'à leur mort.
Sollicitant l'appellation « sur-Mer », la commune littorale Saint-Mandrier devient Saint-Mandrier-sur-Mer en 1956, selon un processus de néotoponymie qui s'inscrit dans une stratégie publicitaire de marketing territorial.

## Histoire

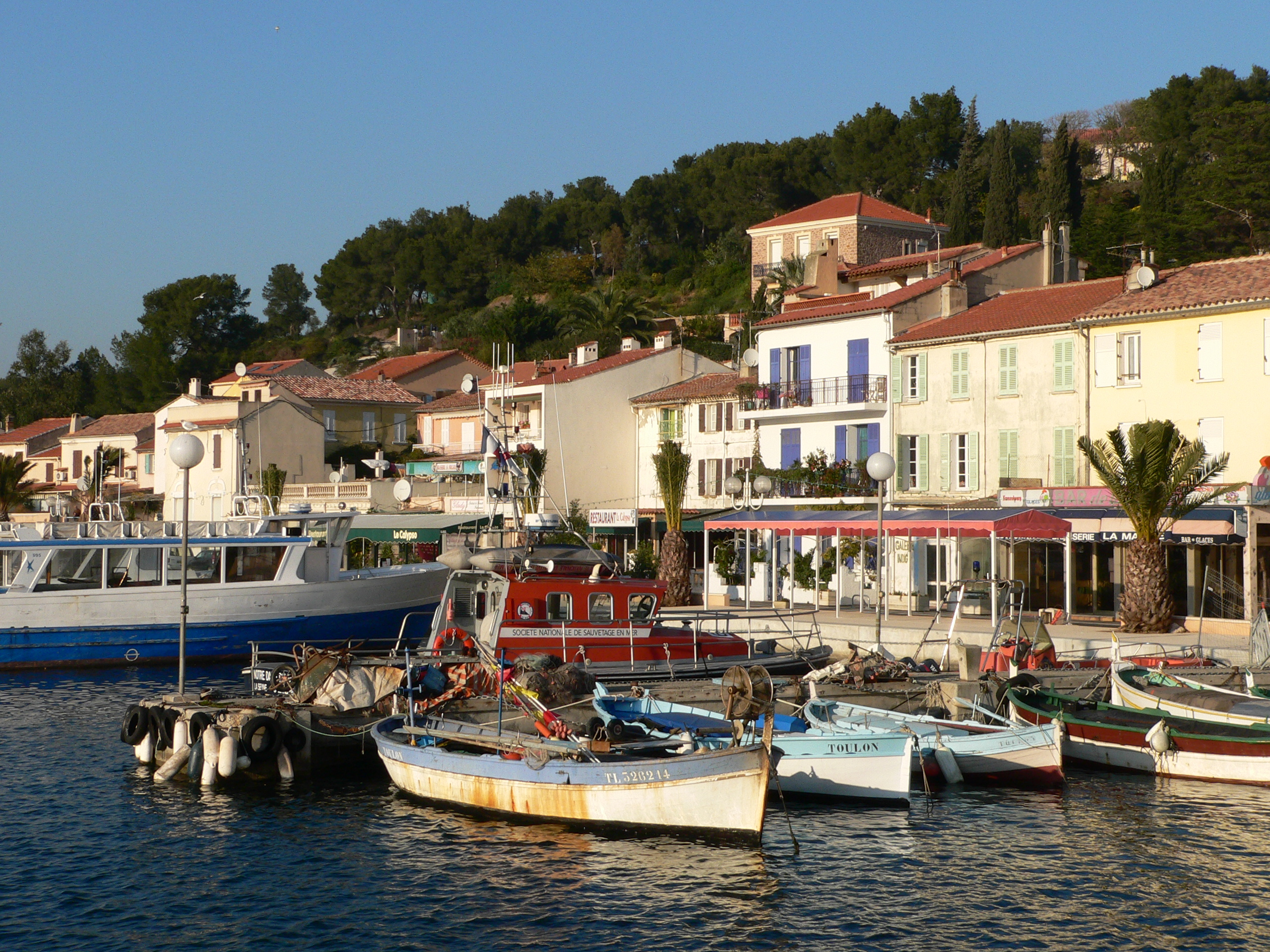
Le port civil de Saint-Mandrier.

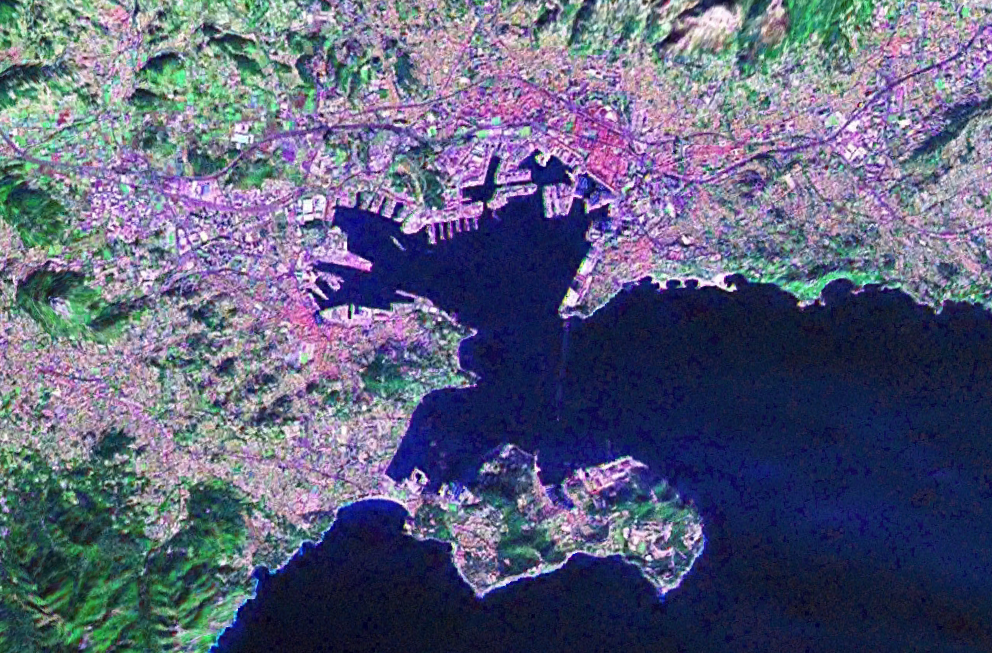
La presqu'île de Saint-Mandrier dans la rade de Toulon.

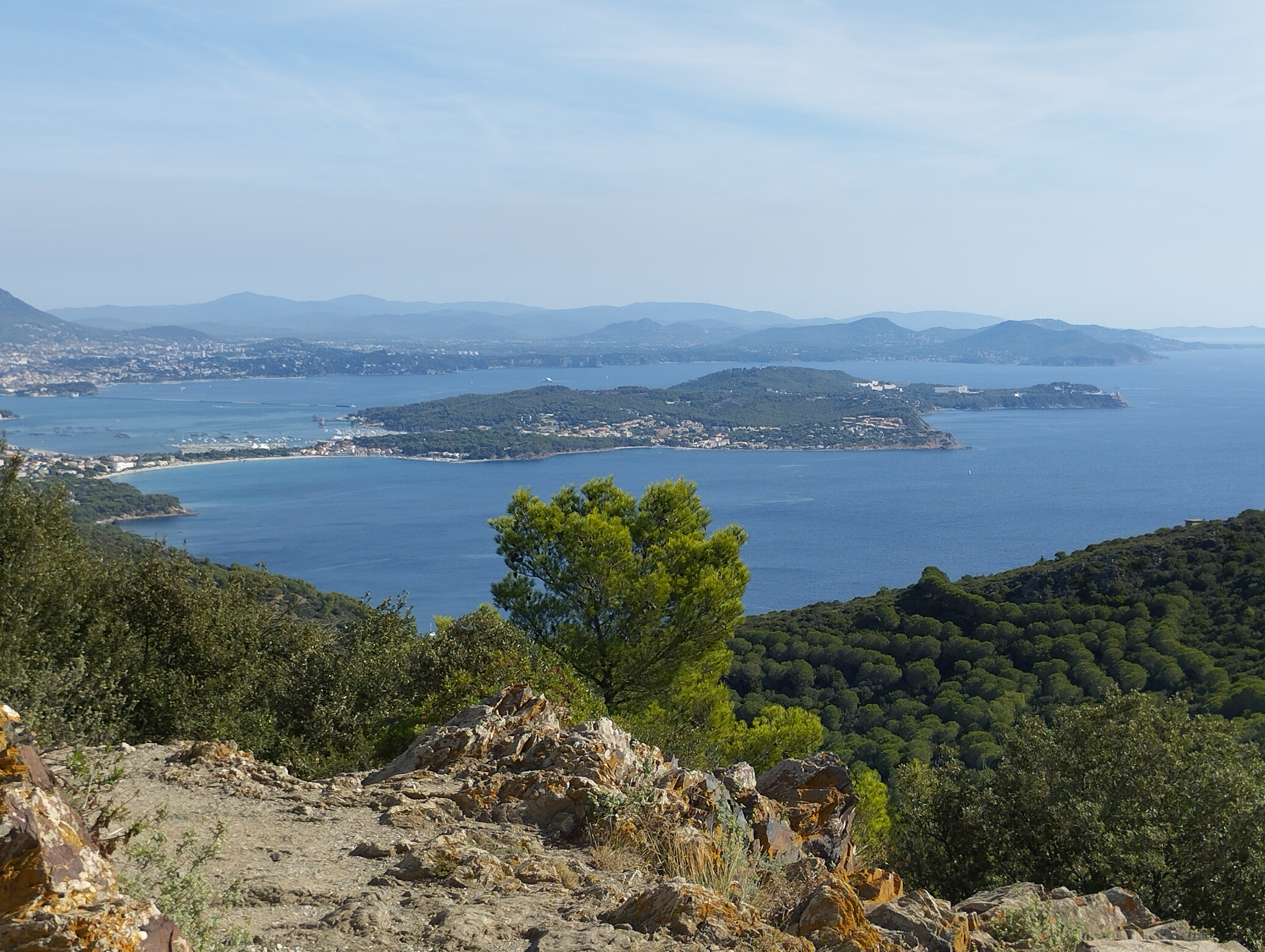
Presqu'ile de Saint-Mandrier vue depuis Notre-Dame du Mai (cap Sicié).

### L'Île Cépet
Fermant la célèbre rade, tel un verrou, la presqu'île de Saint-Mandrier, aux temps les plus reculés, était formée de trois îles rapprochées devenues au cours des siècles « l'Isle de Cépet ». Les Phéniciens, les Rhodiens, les Ligures, les Massadiens et les Romains s'y arrêtèrent. Ainsi, la baie du Creux Saint-Georges abrita de nombreux navigateurs et quelques huttes apparurent sur le rivage.
Au VIe siècle, Six-Fours, La Seyne, l'Île de Cépet ne formaient alors qu'un seul territoire. Du VIe au XIe siècle, cette île n'était qu'un ensemble de fermes. Sa renommée provenait de la présence sur ses terres d'une tour phocéenne transformée en chapelle en 566 et de la chapelle Saint-Honorat avec son prieuré, datant de 1020.

### La Seyne-sur-Mer
En 1657, La Seyne obtient son indépendance communale avec bornage des terrains s'étendant jusqu'à la presqu'île de Cépet, car l'île était devenue presqu'île entre 1630 et 1657 grâce à la formation de l'isthme des Sablettes. Le village, appelé aussi le Cros Saint-Georges commence à prendre forme et devient alors une section de la commune-mère La Seyne.
En 1670, on construisit l'infirmerie royale Saint-Louis remplacée en 1818 par l'hôpital maritime de Saint-Mandrier. Tout au long du XVIIIe siècle, la vie à Saint-Mandrier est intimement liée aux événements se déroulant dans la rade.

### Seconde Guerre mondiale
Après le sabordage de la flotte française à Toulon, les Allemands réinstallent au cap Cépet, dans un ouvrage fortifié construit au début des années 1930 et désarmé en 1940 après l'armistice avec l'Italie, des canons de 340 mm/45, prélevés sur l'épave du cuirassé Provence, ayant une portée maximale d'environ 35 km. Lors du débarquement de Provence en 1944, la batterie, qui n'a eu très vite qu'un canon opérationnel, fut engagée par plusieurs cuirassés et croiseurs alliés, parmi lesquels, le cuirassé Lorraine — navire-jumeau du Provence et porteur du même type de canon. La batterie a été finalement réduite au silence le 23 août 1944,.

## Politique et administration

### Création de la commune
L'indépendance de la commune est proclamée le 24 avril 1950 et menée par Louis Clément, son premier maire. Le 24 avril 1951, Saint-Mandrier devient Saint-Mandrier-sur-Mer, selon un processus de néotoponymie qui s'inscrit dans une stratégie publicitaire de marketing territorial.
Gilles Vincent est actuellement maire de la commune depuis 1995.

### Liste des maires
| Période      | Période          | Identité        | Étiquette               | Qualité |
| ------------ | ---------------- | --------------- | ----------------------- | --- |
| avril 1950   | mai 1970 (décès) | Louis Clément   | SFIO puis PS            | Retraité des PTT, ancien secrétaire parlementaire Officier de la Légion d'honneur                                                                                        |
| mai 1970     | mars 1983        | Max Juvénal     | PS                      | Avocat Ancien député des Bouches-du-Rhône (1945 → 1946 et 1956 → 1958)                                                                                                   |
| mars 1983    | octobre 1986     | Joseph Quilgars | DVD                     | |
| octobre 1986 | juin 1995        | Guy Moine       | RPR                     | Armurier et officier des équipages Élu en 1986 lors d'une élection municipale partielle                                                                                  |
| juin 1995    | En cours         | Gilles Vincent  | UDF puis DL puis UMP-LR | Ingénieur retraité Conseiller général de Saint-Mandrier-sur-Mer (2008 → 2015) 7e vice-président de Toulon Provence Méditerranée (2008 → ) Réélu pour le mandat 2020-2026 |

### Budget et fiscalité 2017
En 2017, le budget de la commune était constitué ainsi :
- total des produits de fonctionnement : 6 831 000 €, soit 1 159 € par habitant ;
- total des charges de fonctionnement : 6 398 000 €, soit 1 085 € par habitant ;
- total des ressources d’investissement : 5 004 000 €, soit 849 € par habitant ;
- total des emplois d’investissement : 2 816 000 €, soit 478 € par habitant.
- endettement : 704 000 €, soit 120 € par habitant.

Avec les taux de fiscalité suivants :
- taxe d’habitation : 12,54 % ;
- taxe foncière sur les propriétés bâties : 18 % ;
- taxe foncière sur les propriétés non bâties : 52,30 % ;
- taxe additionnelle à la taxe foncière sur les propriétés non bâties : 0 % ;
- cotisation foncière des entreprises : 0 %.

Chiffres clés Revenus et pauvreté des ménages en 2015 : Médiane en 2015 du revenu disponible,  par unité de consommation : 21 527 €.

### Services publics
- Mairie
- Pompiers
- Office du tourisme
- Résidence de retraite
- Groupe scolaire (maternelle, primaire, collège) à Saint-Mandrier
- Groupe scolaire (maternelle, primaire) au Pin Rolland
- Crèche parentale, halte-garderie.

### Jumelages
- Procida (Italie), 2013.

## Population et société

### Démographie
La commune ayant été créée en 1950, la population n'est pas indiquée pour les dates antérieures.
Le recensement de 2004 fait état de 58,1 % d'hommes et 41,9 % de femmes.

L'évolution du nombre d'habitants est connue à travers les recensements de la population effectués dans la commune depuis 1954. Pour les communes de moins de 10 000 habitants, une enquête de recensement portant sur toute la population est réalisée tous les cinq ans, les populations de référence des années intermédiaires étant quant à elles estimées par interpolation ou extrapolation. Pour la commune, le premier recensement exhaustif entrant dans le cadre du nouveau dispositif a été réalisé en 2004.

En 2022, la commune comptait 6 064 habitants, en évolution de +5,17 % par rapport à 2016 (Var : +4,98 %, France hors Mayotte : +2,11 %).
| 1954  | 1962  | 1968  | 1975  | 1982  | 1990  | 1999  | 2004  | 2006  |
| ----- | ----- | ----- | ----- | ----- | ----- | ----- | ----- | ----- |
| 4 327 | 2 321 | 3 018 | 4 272 | 4 946 | 5 175 | 5 232 | 6 657 | 6 565 |

| 2009  | 2014  | 2019  | 2022  | - | - | - | - | - |
| ----- | ----- | ----- | ----- | - | - | - | - | - |
| 5 773 | 5 809 | 6 095 | 6 064 | - | - | - | - | - |

### Enseignement
La commune fait partie de l'académie de Nice.
Établissements d'enseignements :
- sur la commune[31] :
  - Écoles maternelles et élémentaires,
  - Collège.
- Lycées à Toulon et La Seyne-sur-Mer[32].

### Santé
Professionnels et établissements de santé :
- Médecins à Toulon, Ollioules, La Seyne-sur-Mer[33].
- Pharmacies.
- Centres médicaux à Toulon et La Seyne-sur-Mer[34].

### Cultes
La paroisse catholique de Saint-Mandrier-sur-Mer dépend du diocèse de Fréjus-Toulon, doyenné de La Seyne-sur-Mer,.
- paroisse de Saint-Mandrier (place du 11 novembre), église Saint-Joseph-au-Pin-Rolland. À noter que la cloche de l'église provient d'Oranie[37].

Temples et mosquées à Toulon.

### Sports
- Clubs de football, rugby à XV (US Saint-Mandrier), basket-ball, aïkido, tennis, cyclisme, danse, country, chasse, boulistes, plongée, rame traditionnelle...
- Manifestations : combat de franc-jouteurs provençaux de juin à septembre, régate vers Le Pradet en juillet, concours de beach-volley de juin à septembre.

### Vie culturelle
- Salle Marc-Baron : cinéma, théâtre, concert.
- Salle de théâtre, galerie de peintures.
- Diverses associations culturelles, patriotiques, de loisir et de tradition provençale.
- Manifestations : fête de la Saint-Pierre (fête des pêcheurs) le 29 juin.
- Le Banc de la promenade.

### Récompenses
- Une étoile au Concours des villes et villages fleuris depuis 2006 qui récompense les communes pour leur patrimoine paysager et végétal et leurs efforts dans l'amélioration du cadre de vie et du développement durable[39].
- Titulaire Pavillon bleu d'Europe depuis 2006 : celui-ci distingue et valorise les communes et ports de plaisance français qui répondent à des critères d'excellence pour la gestion globale de leur environnement[40].

## Économie
- Tourisme estival, station balnéaire[41].
- Activités liées à la plaisance.
- Marine nationale (Centre d'instruction naval, École des mécaniciens, École de plongée, commando Hubert, phare du cap Cépet).
- Huile d'olive de Provence AOC.

## Culture locale et patrimoine

### Lieux et monuments
Patrimoine religieux :

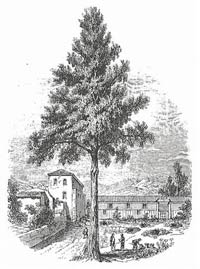
Le jardin botanique de Saint-Mandrier en 1848 par P. Lethuaire.

- Église Saint-Mandrier de Saint-Mandrier-sur-Mer[42].
- Église Saint-Joseph de Pin-Rolland.
- Les chapelles :
  - La chapelle du centre d'instruction naval Sud.
  - La chapelle Forcat du centre d'instruction naval Nord (Ex. GEEM).
  - La chapelle Saint-Louis (ou « chapelle des Mécaniciens », ou encore « chapelle de l'ancien hôpital », conçue en 1827 par l'ingénieur Honoré Bernard, a été consacrée en 1840[43] et « chapelle des Bagnards »)[44] datant de la première moitié du XIXe siècle a été inscrite à la protection des Monuments Historiques le 10 mai 1990[45].
  - La chapelle du parc d'activités marines de l'ex-BAN[46],[47].
  - La chapelle Saint-Joseph du Pin Rolland[48],[49].
- Le monument aux morts[50].
- Cimetière militaire franco-italien[51].

Patrimoine naturel et paysager :
- Sentier des Douaniers.

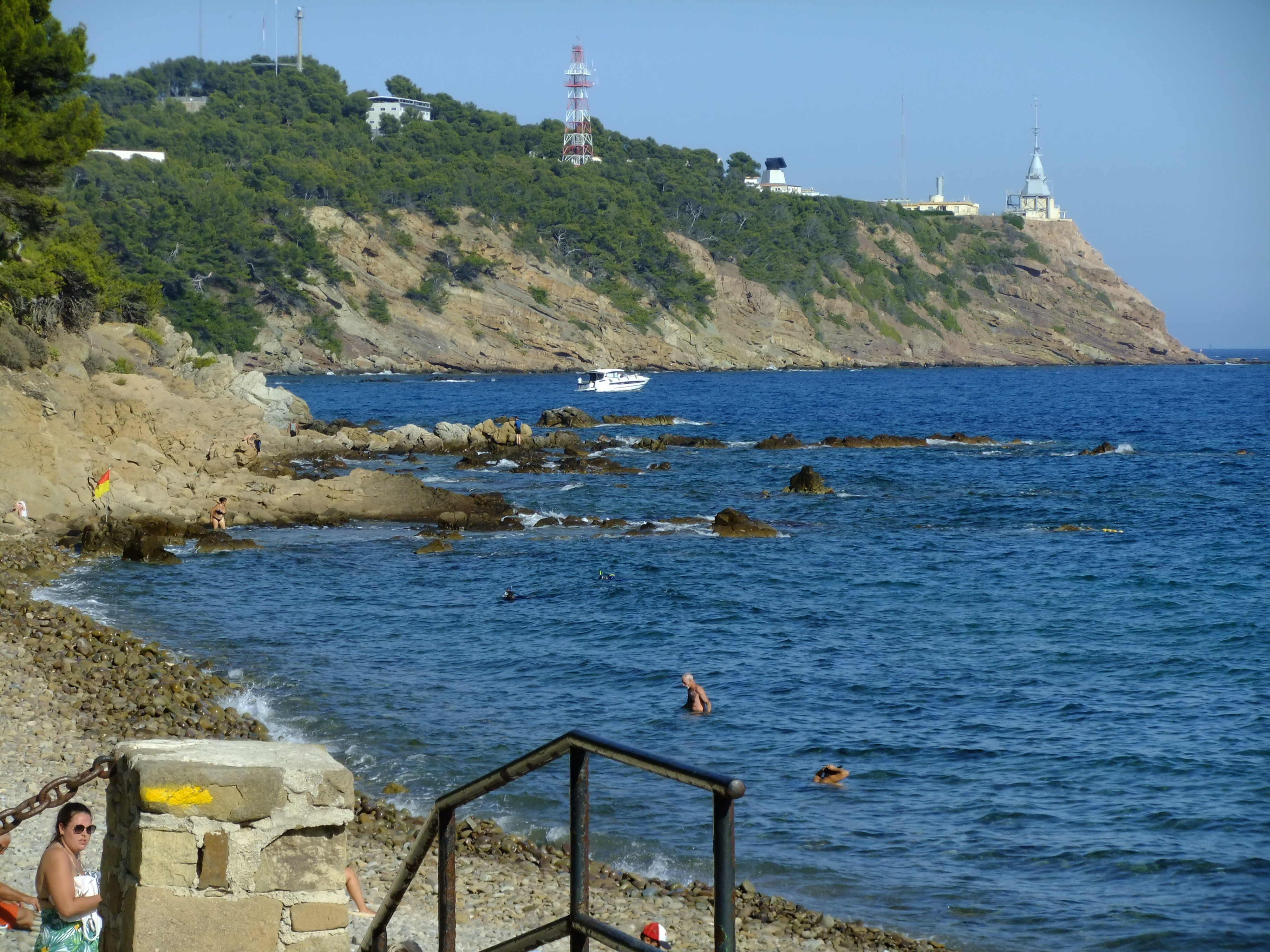
Plage de la Coudoulière et pointe du Rascas, littoral sud de Saint-Mandrier.

- Divers points de vue sur le mont Faron, la rade de Toulon, la mer Méditerranée.
- Plages de sable (Pin Rolland, la Vieille, Saint-Asile, le Touring, le Canon) ou de galets (Coudoulière, Grave).
- Le jardin botanique de la Marine à Saint-Mandrier, aujourd'hui disparu[52]. Ce jardin, créé à Toulon en 1786 sur le site de l'actuel Jardin Alexandre-1er, est transféré à Saint-Mandrier en 1850. Un de ses directeurs fut Justin-Benjamin Chabaud qui y introduisit de nombreux palmiers et cycas. Ce jardin cesse d'exister en 1884 et les plantes sont transférées à la Porte de France à Toulon[53].

Autres patrimoines :
- Hôpital Saint-Louis dit hôpital de Saint Mandrier[54].
- Darse et l'hôpital Saint-Louis à Saint-Mandrier[55].

* Base aérienne dite hydrobase ou base aéronautique maritime.
* Ports et aménagements portuaires :
- Port de plaisance[57],[58],[59].
- Cale de halage du port de Saint-Mandrier[60].
- Le creux Saint-Georges[61]. Port de Saint-Mandrier, l'anse du creux Saint-Georges[62].
- Port Pin Rolland[63].
- Digue du port de Saint-Mandrier[64].
- Port dit appontement pétrolier du Lazaret[65].
- Phare du cap Cépet[66].

* Fort et batteries :
- Fort Saint-Elme[67].
- Batterie de Saint-Elme[68].
- Batterie de la Coudoulière[69].
- Batterie du Puits[70].
- Batterie de la Pointe Saint-Georges[71].
- Batterie de la Carraque[72].
- Batterie de Saint-Mandrier. 1757[73].
- Batterie et poste photo électrique de Marégau[74].
- Batterie de Mord'huy Batterie de Mord'huy.
- Batterie du Lazaret[75].
- Batterie annexe de la Piastre, dite également batterie basse du Lazaret[76].
- Batterie de Cépet, dite fort de Cépet[77].
- Batterie de 340 de Cépet[78].
- Ouvrage fortifié : batterie de la Croix des Signaux[79].
- Batterie de la Piastre[80].
- Batterie du Gros-Bau[81].

### Personnalités liées à la commune
- L'amiral Latouche-Tréville y est enterré (mausolée en forme de pyramide situé dans le cimetière militaire franco-italien)[82].
- George Sand, qui a écrit le roman Tamaris, dépeint le paysage avoisinant de la presqu'île au XIXe siècle et livre ses impressions[83].

### Héraldique
|  | Les armoiries de Saint-Mandrier-sur-Mer se blasonnent ainsi : Taillé : au 1er de gueules à deux poissons d'argent rangés en barre, celui du chef contourné, au 2e d'azur à l'ancre de marine d'argent ; à la lance d'or posée en barre brochant sur la partition et au casque romain du même brochant en cœur sur la lance. Devise : semper mandrianus vigil (toujours Saint Mandrier veille). |

Le blason de Saint-Mandrier fut imaginé par Jean-Baptiste Clément (qui par ailleurs était le fils de Louis Clément). Il est apparu officiellement en 1950, date de la séparation de La Seyne et de Saint-Mandrier.

La lance et le casque évoquent le soldat romain Mandrianus qui donna son nom à la presqu'île. Le quartier de gueules chargé de deux poissons rappelle les armoiries de La Seyne, commune mère, mais aussi que Saint-Mandrier est le port de pêche le plus important de l'Inscription maritime de Toulon. La pointe d'azur chargée d'une ancre rappelle que le port de Saint Mandrier a toujours été un havre contre le mauvais temps.

### Films tournés à Saint-Mandrier
- 1957 : Trois de la marine de Maurice de Canonge
- 1964 : L'Âge ingrat de Gilles Grangier (domicile de Lartigue et lieu de villégiature « forcé » des Malhouin)
- 1965 : Pierrot le Fou de Jean-Luc Godard
- 1968 : Le Petit Baigneur de Robert Dhéry
- 2001 : Une fille dans l'azur de Jean-Pierre Vergne (téléfilm)
- 2007 : Enfin veuve d'Isabelle Mergault
- 2023 : Flo de Géraldine Danon[87]